# Vårsköna
Vårsköna (Claytonia sibirica) är en växtart i familjen portlakväxter. 